# Mythos
Mythos — канадский дуэт, основанный Бобом Д’Эйтом (клавишные) и Паулем Шмидтом (классическая гитара), играющий в стиле нью-эйдж.

## История группы
Свой первый альбом дуэт выпустил в 1996 под названием Introspection. Пластинка выиграла номинацию «лучший танцевальный альбом» на West Coast Music Award. Через год вышел альбом «Iridescence».
Следующий альбом вышел в 1998 на лейбле Higher Octave под названием Mythos. Сами того не подозревая, музыканты дали старт новому стилю — смешению электронной музыки, нью эйджа и энигматик. Стиль этот называют «этериал-вейв», что можно перевести на русский как «атмосферная», «эфирная» музыка. Альбом занял #18 в Billboard Top New Age Albums.
В том же 1998 году проект был номинирован Juno Awards как «инструментальный артист года». До этого, в 1995, Боб Д’Эйт был номинирован на Canadian Music Awards как «клавишник года».
Следующий альбом, Reality of a Dreamer, вышедший в 2000 году добился ещё большей популярности, добравшись до 6 места в Billboard Top New Age Albums. Последние 2 альбома — Eternity (был номинирован в 2003 как «лучший инструментальный альбом») и Purity датируются 2002 и 2006 годами соответственно.

## Дискография
- 1996 — Introspection
- 1997 — Iridescence
- 1998 — Mythos
- 2000 — Reality of a Dreamer
- 2002 — Eternity
- 2006 — Purity
- 2013 — Journey
- 2018 — Eros